# Law Promontory
Law Promontory är en udde i Antarktis. Den ligger i Östantarktis. Australien gör anspråk på området.
Terrängen inåt land är kuperad österut, men västerut är den platt. Trakten är obefolkad. Det finns inga samhällen i närheten.